# Роузвілл (Пенсільванія)
Роузвілл (англ. Roseville) — місто (англ. borough) в США, в окрузі Тайога штату Пенсільванія. Населення — 178 осіб (2020).

## Географія
Роузвілл розташований за координатами 41°51′49″ пн. ш. 76°57′26″ зх. д. / 41.86361° пн. ш. 76.95722° зх. д. (41.863672, -76.957327).  За даними Бюро перепису населення США в 2010 році місто мало площу 1,18 км², уся площа — суходіл.

## Демографія
Згідно з переписом 2010 року, у селищі мешкало 189 осіб у 75 домогосподарствах у складі 53 родин. Густота населення становила 160 осіб/км².  Було 84 помешкання (71/км²).
Расовий склад населення:
| - 95,2 % — білих - 1,1 % — корінних американців - 1,1 % — азіатів |

До двох чи більше рас належало 2,6 %. Частка іспаномовних становила 0,5 % від усіх жителів.
За віковим діапазоном населення розподілялося таким чином: 21,7 % — особи молодші 18 років, 59,3 % — особи у віці 18—64 років, 19,0 % — особи у віці 65 років та старші. Медіана віку мешканця становила 41,8 року. На 100 осіб жіночої статі у селищі припадало 92,9 чоловіків;  на 100 жінок у віці від 18 років та старших — 92,2 чоловіків також старших 18 років.
Середній дохід на одне домашнє господарство  становив 56 921 долар США (медіана — 48 000), а середній дохід на одну сім'ю — 67 535 доларів (медіана — 62 917). За межею бідності перебувало 15,7 % осіб, у тому числі 19,0 % дітей у віці до 18 років та 0,0 % осіб у віці 65 років та старших.
Цивільне працевлаштоване населення становило 66 осіб. Основні галузі зайнятості: виробництво — 24,2 %, освіта, охорона здоров'я та соціальна допомога — 21,2 %, мистецтво, розваги та відпочинок — 15,2 %, інформація — 10,6 %.